# Eisenbahnbrücke

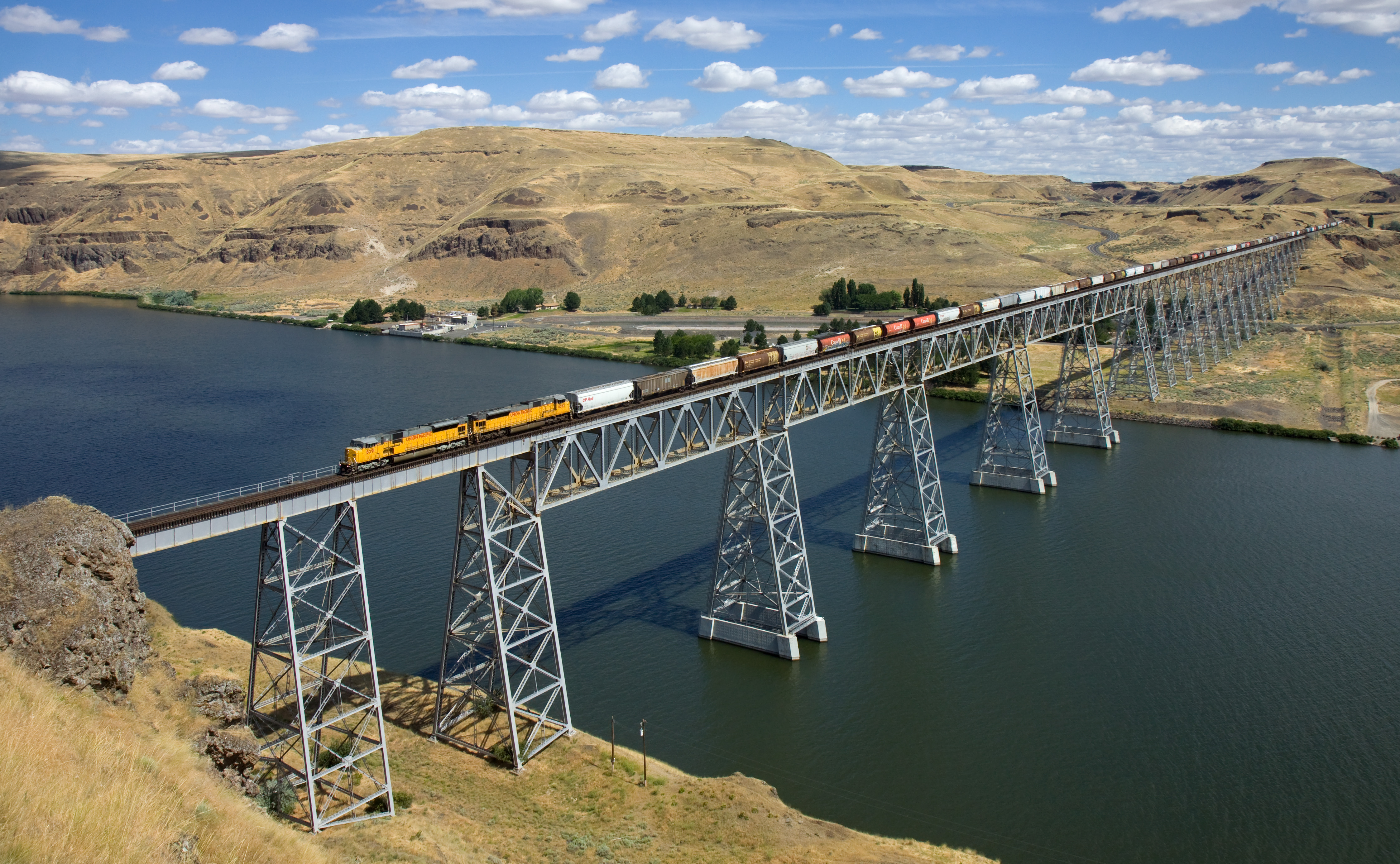
Joso Bridge, ein Gerüstpfeilerviadukt

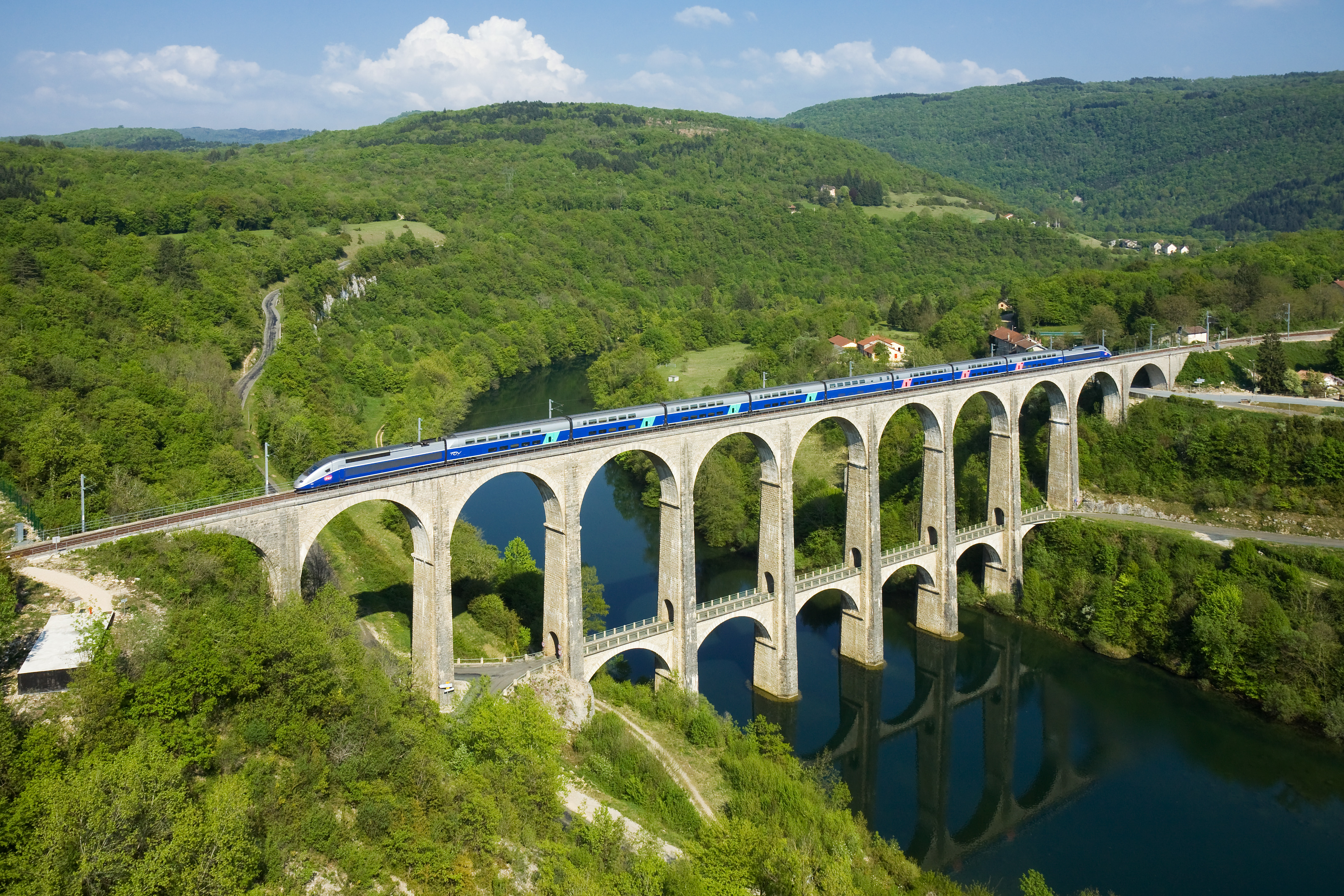
Ein TGV auf dem Cize-Bolozon-Viadukt

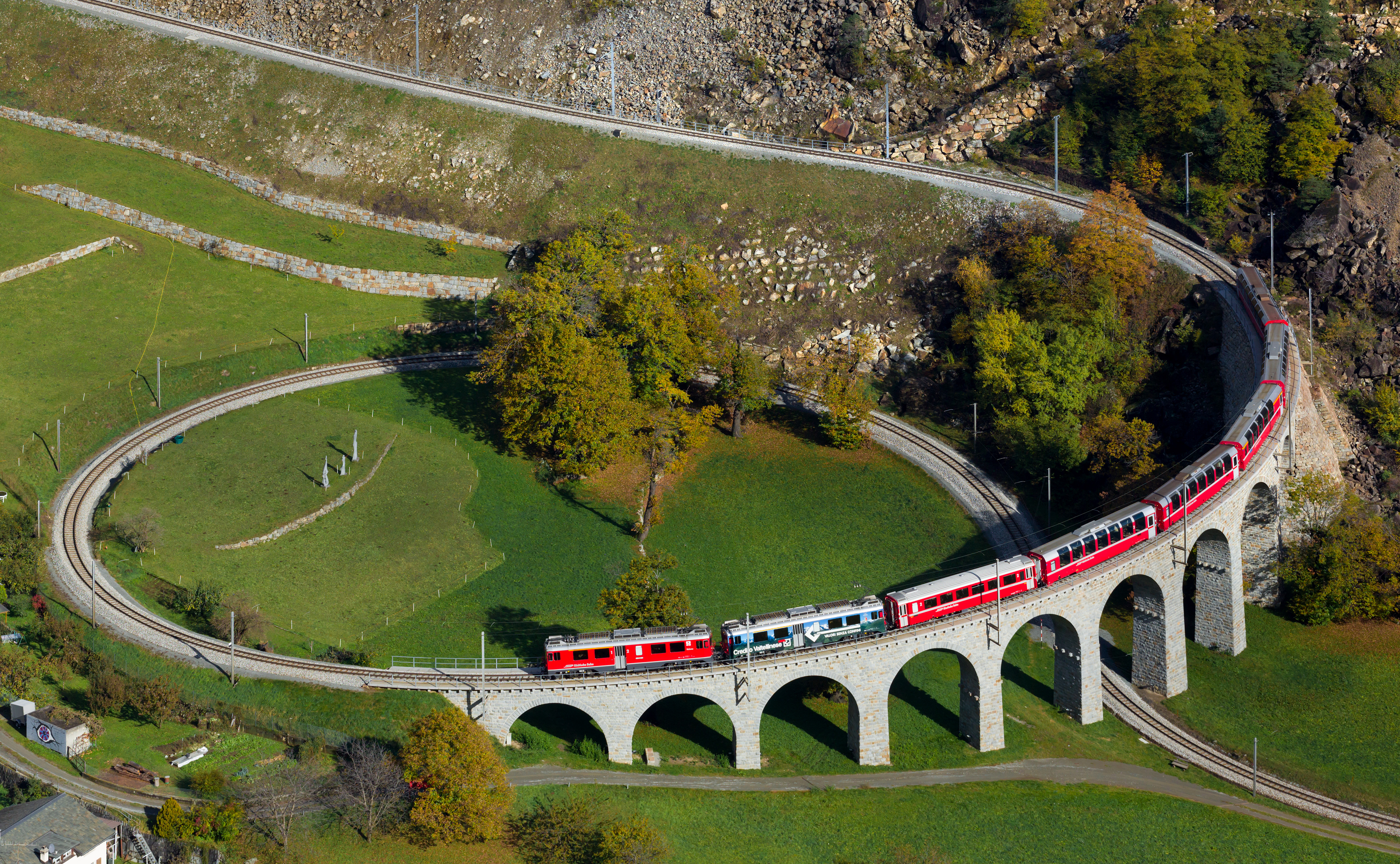
Kreisviadukt von Brusio auf der Berninabahn

Eine Eisenbahnbrücke oder Eisenbahnüberführung (abgekürzt EÜ) ist eine Brücke, die speziell dazu konstruiert wurde, eine Eisenbahnstrecke und die auf ihr verkehrenden Eisenbahnen über Hindernisse zu führen.
Regelmäßig dient die Eisenbahnbrücke allein dem Zugverkehr, oft hat sie aber auch einen Geh- oder Geh- und Radweg. Seltener sind kombinierte Eisenbahn- und Straßenbrücken, die wiederum häufig als Doppelstockbrücke ausgeführt sind.

## Anforderungen
Eisenbahnbrücken müssen bestimmte Anforderungen erfüllen: Sie müssen für hohe Radsatzlasten und bei Schnellfahrstrecken für hohe Geschwindigkeiten bemessen werden; in Deutschland bei Neubauten oder Erneuerungen für Radsatzlasten von 25 t und für Fahrzeuggewichte je Längeneinheit von 8 t/m und auf den Neubaustrecken für Geschwindigkeiten bis zu 300 km/h. Dabei müssen die aus der schnellen Folge der Räder resultierenden hohen Lastspielzahlen berücksichtigt werden, um eine möglichst ermüdungsfeste Konstruktion zu erreichen. Es sollen geringe Beschleunigungskräfte auf die Fahrgäste einwirken, die beim Durchfahren von Kuppen oder Wannen auftreten können, wenn die Lasten des Zuges zu Formänderungen des Brückentragwerks führen. Ebenso sollen horizontale Knickwinkel an den Enden des Brückenüberbaus und quer zur Fahrtrichtung wirkende Beschleunigungen aus Gleisbögen vermieden werden.
Die Anfahr- und Bremslasten eines Zuges und deren Wirkung in Richtung einer Verschiebung des Tragwerkes sind zu berücksichtigen.
Das Brückendeck muss den gleichen Schienenfahrweg wie auf der Strecke bieten, d. h. Gleise auf einem durchgehenden Schotterbett bzw. einer Festen Fahrbahn, wobei gegebenenfalls Übergangskonstruktion mit Schienenauszugsvorrichtungen zum Ausgleich temperaturbedingter Längenänderungen der Brücke eingebaut werden. Die Brücke muss das gleiche Lichtraumprofil wie auf der Strecke vorsehen und die gleiche Ausrüstung mit Oberleitungen, Leitern für die Linienzugbeeinflussung und sonstigen Nachrichten- und Elektrizitätsverbindungen. Die Geräte zur Instandhaltung der Strecke müssen auch auf der Brücke einsetzbar sein. Außerdem müssen Brückenbesichtigungsfahrzeuge das Bauwerk entweder von dem unter ihm liegenden Gelände oder von der Brücke aus vollständig inspizieren können.
Allgemeine Anforderungen sind die störungsfreie Verfügbarkeit der Brücke und ein geringer Aufwand für Inspektion und Wartung. Reparaturen und Ersatzbauten sollten kostengünstig und auch unter dem rollenden Rad auszuführen sein. Schließlich sollten von den über die Brücke fahrenden Zügen möglichst geringe Lärmemissionen ausgehen.

## Eisenbahnbrücken in Deutschland

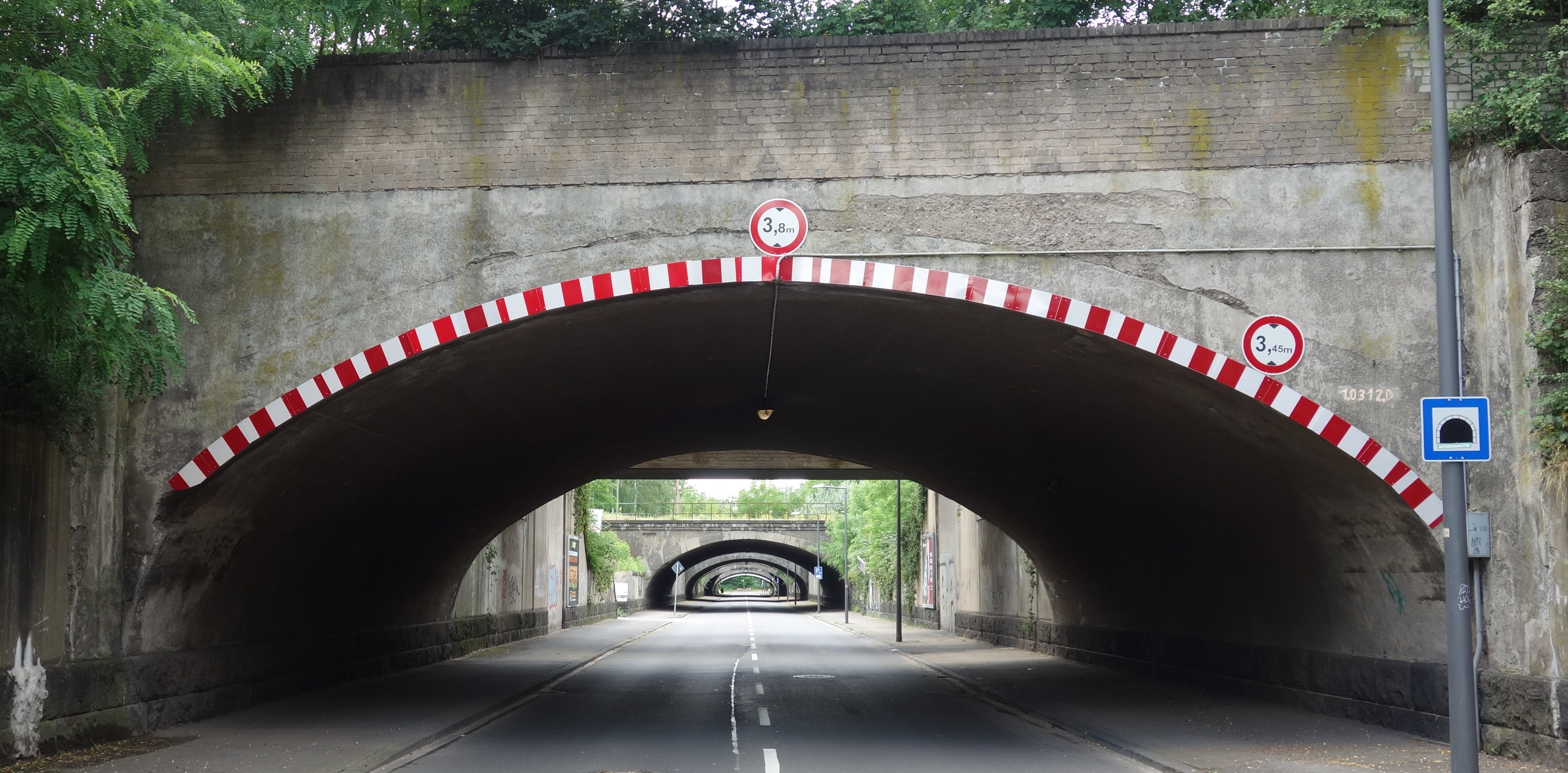
Eisenbahnbrücken in dichter Folge über der Rather Straße in Köln-Gremberghoven

Ende 2019 gab es im Netz der Deutschen Bahn 25.707 Brücken. Die Brücken sind durchschnittlich mehr als 70 Jahre alt. Rund 12.000 sind älter als hundert Jahre, mehr als 1000 abrissreif. Die Nutzungsdauer einer Eisenbahnbrücke der DB beträgt durchschnittlich 122 Jahre. Die Kosten für Planung und Bau von Eisenbahnbrücken haben sich zwischen 2016 und 2018 verdoppelt.
Der Wiederbeschaffungswert sämtlicher Brücken der DB InfraGO wurde im Jahr 2024 mit 336 Mrd. Euro angegeben, die durchschnittliche Zustandsnote mit 2,78.

### Historische Eisenbahnbrücken in Deutschland

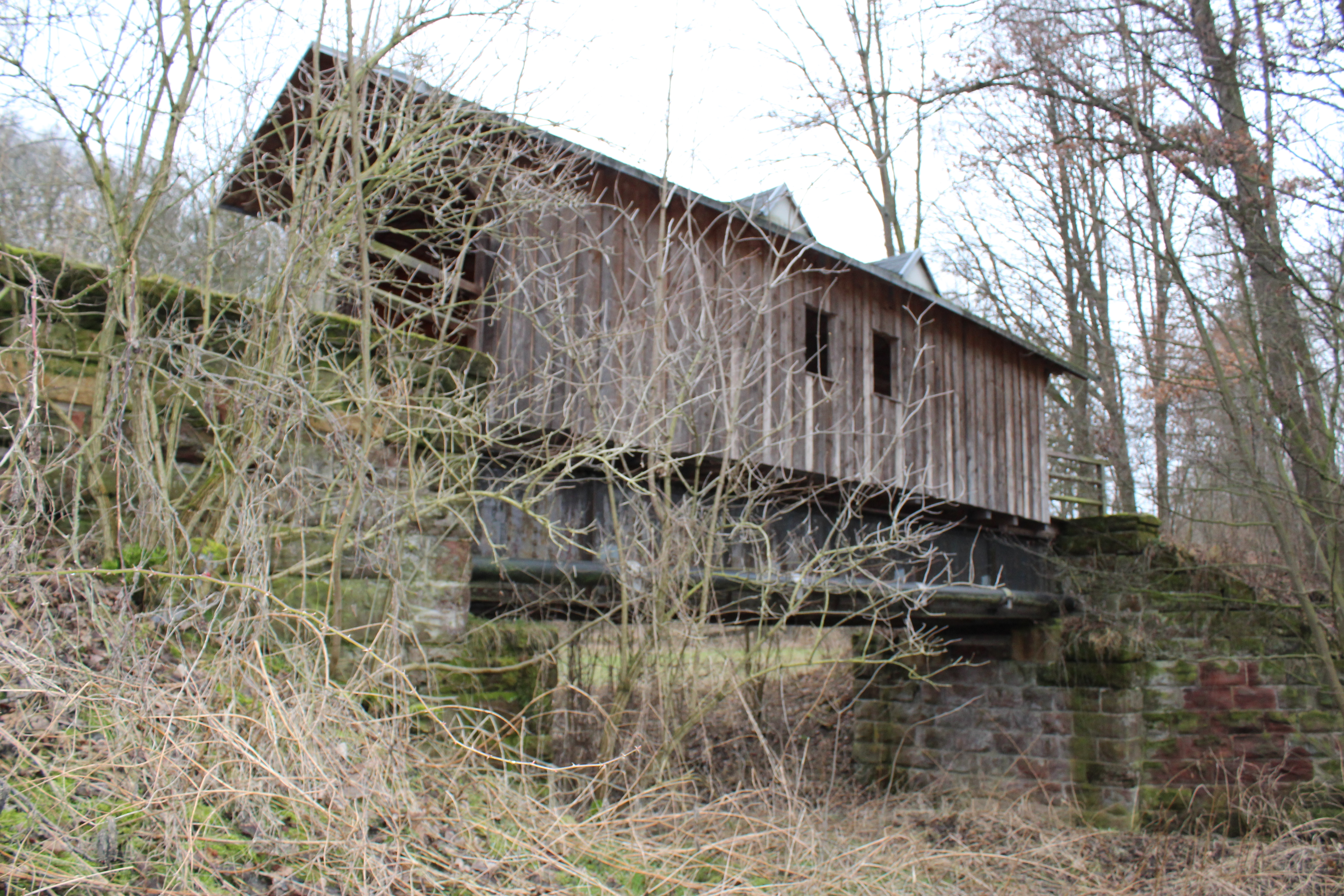
Überdachte Brücke an der ehemaligen Bahnstrecke Crossen an der Elster–Porstendorf in Thüringen